# Обман (фільм, 1983)
«Обман» — радянський телефільм 1983 року, знятий режисером Миколою Раужиним на кіностудії «Мосфільм».

## Сюжет
Телефільм знято за оповідання М. Соломка «Кохання жовтеня Овечкіна». Маленький хлопчик закохується у старшокласницю. Закручується трикутник, тому що у дівчинки є хлопець.

## У ролях
- Ольга Дольникова — Оля Михайлова
- В'ячеслав Невинний — Михайло Крапілін, у титрах Слава Гуляєв
- Олександр Васильєв — Валера Овечкін
- Любов Германова — Аня, сестра Олі, вчителька
- Алевтина Рум'янцева — мама Олі та Ані
- Ян Янакієв — викладач
- Олександр Балуєв — приятель Ані

## Знімальна група
- Режисер — Микола Раужин
- Сценарист — Альберт Іванов
- Оператор — Олексій Сікорський
- Композитор — Сергій Томін
- Художник — Анатолій Анфілов